# Pietro Longhi
Pietro Longhi (Veneza, 5 de novembro de 1701 – 8 de maior de 1785) foi um pintor e desenhista da Itália.
Era filho do ourives Alessandro Falca e de sua esposa Antonia. Aprendeu o ofício com Antonio Balestra e Giuseppe Crespi e adotou o nome Longhi quando iniciou sua carreira artística. Suas obras iniciais tratam de temas religiosos e mitológicos, mas logo se voltou para a cena de gênero, onde deixaria obra numerosa e importante como vivaz e muitas vezes bem humorada crônica da vida veneziana do século XVIII. Foi casado com Caterina Maria Rizzi, deixando um filho, Alessandro Longhi, também pintor de renome.